# 雄勝湾
雄勝湾（おがつわん）は、宮城県石巻市にある太平洋に面した湾。

## 概要

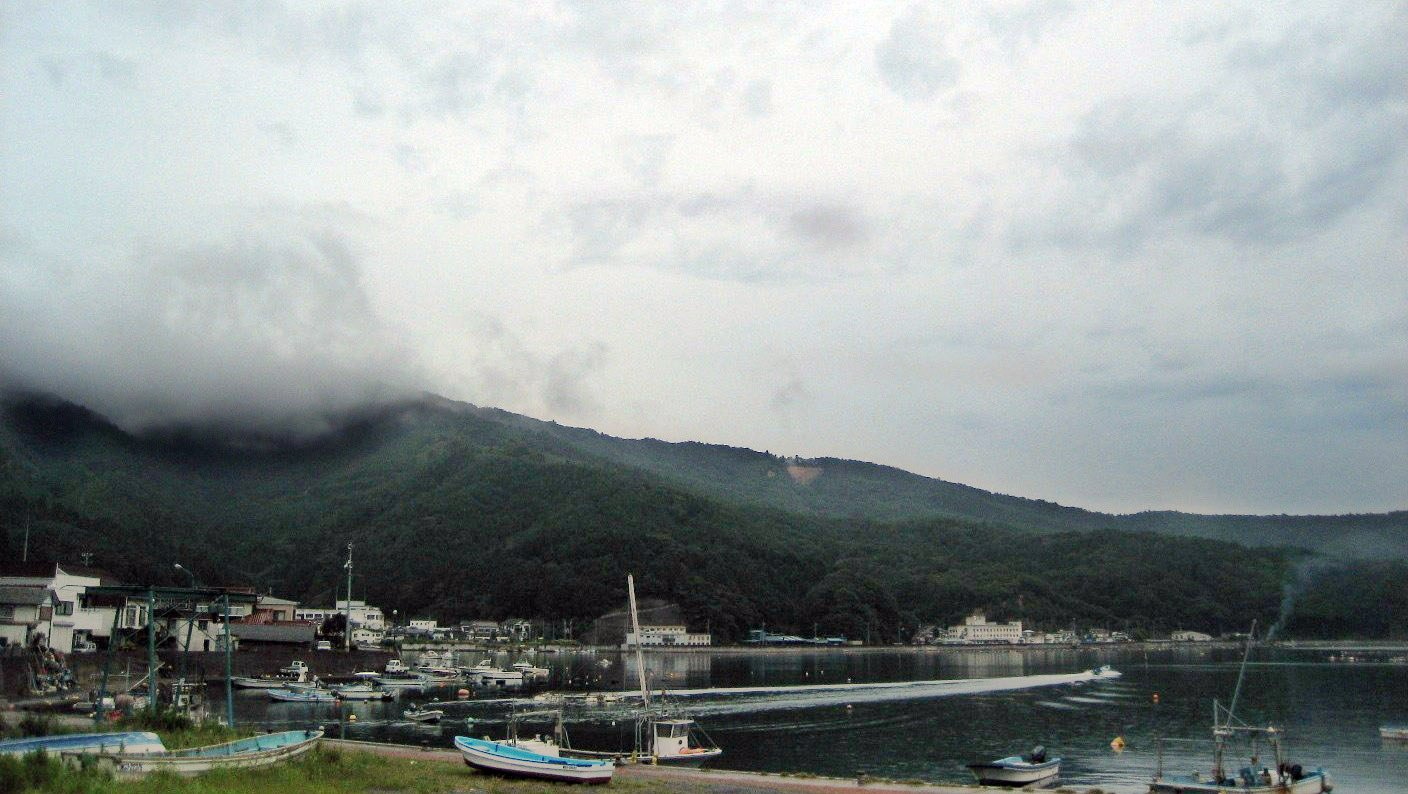
2009年時点の雄勝湾

雄勝湾周辺の空中写真（2013年11月2日撮影の47枚を合成作成）

雄勝湾は三陸海岸南部に位置する湾で、旧雄勝町白銀埼と牡鹿郡女川町出島北端を結ぶ線、女川町犬吠埼から82度に引いた線及び陸岸に囲まれた海域を範囲とする。湾口幅3.01km、面積19.82km2である。ホタテ・カキ・ホヤ・ワカメなどの養殖が盛んで、なかでもホタテの水揚げ量は宮城県一を誇る。
雄勝湾には、大浜・立浜・伊勢畑・小島・唐桑・水浜・波板の7地区があるが、いずれも沿岸浅海型漁業が盛んである。各地区の場所は 市報いしのまき を参照。

## データ
- 河口幅：3.01キロメートル
- 面積：19.82平方キロメートル
- 湾内最大水深：46メートル
- 湾口最大水深：46メートル
- 閉鎖度指標：1.48[1]

## 歴史
雄勝湾は古くから「月の浦」と呼ばれており、その起こりは征夷大将軍である坂上田村麻呂による蝦夷討伐の頃と言われている。
湾奥には、慶長年間に支倉常長ら一行がローマに行くために乗船した使節船である「サンファンバウティスタ号」の建造地（十五浜村の呉壷）があることで有名である。
金銀島探検報告によると1611年（慶長11年）11月23日にイスパニア大使であるセバスチャン・ビスカイノは雄勝湾にある雄勝港に入港し、「世界中最もよくまたいっさいの風より保護せされ、まだ発見されたことのない良港」と激賞し、「レムス」と名づけたとある。
大正時代には軍艦の入港が見られるとともに、湾内の地形や自然条件から大小船舶の停泊・避難に利用されていた。
1933年（昭和8年）に三陸地震津波で大きな被害を受けたが、その後復興が進み、遠洋、近海、沿岸の漁業基地として、また雄勝地域の特産品である硯石やスレート製品の積出港として栄えた。
東北地方太平洋沖地震の地震及び大津波（東日本大震災）により、湾内の施設は甚大な被害を受けた。

## 近辺

### 施設
- 石巻市立雄勝小学校
- 石巻市立雄勝中学校
- 雄勝郵便局
- 出島簡易郵便局
- 道の駅硯上の里おがつ

### 道路
- 国道398号
- 宮城県道238号釜谷大須雄勝線
- 宮城県道192号石巻雄勝線
- 宮城県道217号出島線